# Municipio de Sotuta
El Municipio de Sotuta es uno de los 106 municipios en los cuales se divide el estado mexicano de Yucatán, está localizado en la zona centro-sur del estado y su cabecera es el pueblo de Sotuta.

## Toponimia
Sotuta  significa en idioma maya "Agua que da vueltas" o "Roca en medio del cenote".
El nombre original y verdadero del municipio es de acuerdo al diccionario de etimologías mayas del profesor Santiago Pacheco Cruz es de: Zutut – Ha, sin saberse las causas de que se halla castellanizado. Esa voz traducida libremente quiere decir “Agua que vuelve o gira circulante” por derivarse de las palabras mayas “zut” volver o regresar alrededor y “Ha” que significa agua, siendo esta una de las versiones más aceptadas entre los mayistas.[cita requerida]

## Historia
Sobre la historia de la población se sabe que durante la época prehispánica perteneció al cacicazgo de Sotuta, gobernado por Halach Uiniks que descendían de los cocomes. Notable fue el caso de Nachi Cocom último Halach Uinik de la procincia de Sotuta quien combatió con ferocidad a los conquistadores.
Después de la conquista la región de Sotuta estuvo bajo el régimen de las encomiendas, entre las que se recuerdan la de Gonzalo Méndez y Juan Magaña en 1549; la de Gonzalo Magaña y Diego de Magaña en 1607, y la de Francisco de Magaña y Alfonso Hernández en 1652. 
Hacia 1821 cuando Yucatán se independiza de España llega a ser cabecera del partido de Beneficios Bajos.

## Geografía
Sotuta está localizado al centro sur de Yucatán, forma parte de la denominada Región 5 Centro-Sur, tiene una extensión territorial de 613.15 kilómetros cuadrados y sus límites son al norte con Kantunil y Sudzal, al este con Yaxcabá, al sur con Cantamayec y al oeste con Huhí y Tekit.

### Orografía e hidrografía
La superficie total del municipio es plana, como la gran mayoría del territorio del estado, de la misma manera que no existen corrientes de agua superficial debido a la gran permeabilidad del suelo, lo cual origina corrientes subterráneas y el derrumbe del techo de estas da lugar a cenotes, característica del territorio de Yucatán y del cual se encuentran varios en el municipio. Además hidrológicamente el territorio municipal está integrado en la Región hidrológica Yucatán Norte y a la Cuenca Yucatán.

### Clima y ecosistemas
El clima que se registra en todo el municipio de Sotuta está clasificado como Cálido subhúmedo con lluvias en verano y es el más abundante en todo el estado de Yucatán, siendo la temperatura media anual que se registra inferior a los 26 °C, y la precipitación promedio anual va de los 1,000 a los 1,100 mm.
El municipio se encuentra en el punto de transición entre la selva baja y la selva mediana, siendo esta última la que ocupa mayor porción del territorio.

## Demografía
Según el Conteo de Población y Vivienda de 2005 llevado a cabo por el Instituto Nacional de Estadística y Geografía, la totalidad de la población de Sotuta es de 8,081 habitantes, de estos 4,082 son hombres y 3,999 son mujeres.

### Localidades
El municipio cuenta con un total de 6 localidades, de las cuales las principales, así como su población son las siguientes:
| Localidad       | Población |
| --------------- | --------- |
| Total Municipio | 8.081     |
| Sotuta          | 5.320     |
| Tibolón         | 1.544     |
| Tabí            | 694       |
| Zavala          | 506       |

## Política
El gobierno del municipio le corresponde al Ayuntamiento, también denominado Comuna, que está conformado por el presidente municipal y por siete regidores. El mandato es de tres años y son electos mediante voto directo y secreto; no pueden ser reelegidos para el periodo inmediato pero si de manera intercalada.

### División administrativa
Para el funcionamiento interior del municipio el gobierno se divide, en 2 juntas municipales y una comisaría municipal.

### Representación legislativa
Para la elección de diputados al Congreso de Yucatán y la Cámara de Diputados federal, el municipio se encuentra integrado en los siguientes distritos electorales:
Local:
- XV Distrito Electoral Local de Yucatán

Federal:
- I Distrito Electoral Federal de Yucatán en la actualidad con cabecera en Valladolid.